# Belinda Washington
Belinda María Washington Baca (Altrincham, Cheshire, Anglaterra, 29 d'agost de 1963) és una actriu i presentadora de televisió britanicoespanyola, filla d'escocès i malaguenya.

## Biografia
Després de cursar estudis de Dret, Publicitat i Art Dramàtic debuta davant la càmera el 1991 de la mà de Jesús Hermida a El programa de Hermida, magazín que el periodista conduïa a Antena 3.
Després de la primera presa de contacte amb els mitjans audiovisuals, la vertadera popularitat li arribaria a través de Telecinco, on va presentar durant tres temporades (entre el 1995 i el 1998) juntament amb José Antonio Botella "Chapis" ¡Qué me dices!, un dels primers espais dedicats a la premsa rosa a la televisió d'Espanya.
La popularitat que va aconseguir li va servir perquè la cadena li confirmara la presentació del magazín setmanal De domingo a domingo (1997-1998). Després va substituir Carmen Sevilla al Telecupón (1999); i va presentar La trituradora (1999), Grandiosas (2000), amb Rosa Villacastín i Lolita Flores; i els programes pedagògics de Televisión española El planeta de los niños (2002-2003) i Padres en apuros (2003-2004). També va presentar un polèmic programa de regressions hipnòtiques mitjançant la hipnosi i mèdiums a les cadenes autonòmiques Canal Sur, Telemadrid, Canal 9, etc. Flashback. Regreso al pasado (2002-2003), substituint Inés Ballester.
El 2004 va ser contractada per Telemadrid per conduir el magazín de la cadena Abierto por la mañana. El 2006 va presentar el programa Plaza Mayor a Castilla-La Mancha TV.
El 2010 va presentar el programa musical, Más de 1000 canciones a Castilla-La Mancha TV.

### Actriu
Va debutar com a actriu en alguns episodis de la sèrie d'Antena 3 Hermanos de leche (1994), amb José Coronado. Posteriorment ha intervingut també a les sèries La casa de los líos (2000) i Con dos tacones (2006), Hermanos y detectives (2008), a Telecinco. L'octubre del 2009 es va incorporar la sèrie de Telecinco, La pecera de Eva i el 2010 va intervenir a Valientes, produïda per Zebra Producciones per a Cuatro. Va treballar també a la sèrie de Telecinco Homicidios amb Eduardo Noriega.
La seua faceta com a actriu de teatre va començar el 1994 amb l'obra Mejor en octubre, de Santiago Moncada, juntament amb Arturo Fernández. El 2008 protagonitzà al Teatro La Latina de Madrid l'obra Como te mueras te mato.
Al cinema només ha realitzat una breu aparició a Manolito Gafotas, 1999, de Miguel Albaladejo i un cameo a ¡Ja me maaten...!, de Juan Muñoz.
A la televisió, ha estat invitada a la primera edició de Tu cara me suena, on va imitar Rita Hayworth interpretant Put the Blame on Mame de la pel·lícula Gilda i en la setena edició del programa, va tornar com a convidada imitant Louis Armstrong amb la cançó Wonderful World.

## Filmografia

### Cinema
| Pel·lícules | Pel·lícules       | Pel·lícules   | Pel·lícules     |
| Any         | Títol             | Personatge    | Notes           |
| ----------- | ----------------- | ------------- | --------------- |
| 1999        | Manolito Gafotas  | Mare Orejones | Paper secundari |
| 2000        | ¡Ja me maaten...! | Susan         | Paper secundari |
| 2013        | Caminante         | Mara          | Curtmetratge    |

### Sèries de televisió
| Sèries de televisió | Sèries de televisió       | Sèries de televisió      | Sèries de televisió |
| Any                 | Títol                     | Personatge               | Notes               |
| ------------------- | ------------------------- | ------------------------ | ------------------- |
| 1994                | Vecinos                   | Belinda                  | 19 episodis         |
| 1994                | Farmacia de guardia       | Clienta                  | 1 episodi           |
| 1994                | Hermanos de leche         | Emi                      | 7 episodis          |
| 1996                | Médico de familia         | Belinda                  | 1 episodi           |
| 2000                | La casa de los líos       | Teresa                   | 3 episodis          |
| 2003 - 2009         | El comisario              | Elena Barrios / Victoria | 3 episodis          |
| 2004                | Mis adorables vecinos     | Elena                    | 1 episodi           |
| 2006                | Con dos tacones           | Mari Mar                 | 5 episodis          |
| 2007                | Hospital Central          | Periodista               | 2 episodis          |
| 2008                | Lex                       | Dona                     | 1 episodi           |
| 2008 - 2009         | Hermanos y detectives     | Inés Altolaguirre        | 12 episodis         |
| 2009                | Somos cómplices           | Susana González-Avilés   | 2 episodis          |
| 2010                | Valientes                 | Alicia Varela            | 45 episodis         |
| 2011                | Homicidios                | Paulina                  | 1 episodi           |
| 2012                | Carmina                   | Pilar Lezcano            | 1 episodi           |
| 2013                | Niños robados             | Dolores del Prat         | 2 episodis          |
| 2014                | Ciega a citas             | Piluca Aranda            | 137 episodis        |
| 2015                | Algo que celebrar         | Felicidad                | 2 episodis          |
| 2015 - 2018         | Yo quisiera               | Asunta                   | 86 episodis         |
| 2016                | Lo que escondían sus ojos | Pura Huétor              | 4 episodis          |
| 2016 - present      | Paquita Salas             | Ella mateixa             | 5 episodis          |
| 2018 - present      | Pasionaria Millennial     | Lola Cascón              | 8 episodis          |

### Programes de televisió
| Programes de televisió | Programes de televisió       | Programes de televisió | Programes de televisió  |
| Any                    | Títol                        | Cadena                 | Notes                   |
| ---------------------- | ---------------------------- | ---------------------- | ----------------------- |
| 1991 - 1992            | El programa de Hermida       | Antena 3               | Col·laboradora          |
| 1995 - 1998            | ¡Qué me dices!               | Telecinco              | Presentadora            |
| 1997                   | Moros y cristianos           | Telecinco              | Col·laboradora          |
| 1997 - 1998            | De domingo a domingo         | Telecinco              | Presentadora            |
| 1997 - 2001            | Telecupón                    | Telecinco              | Presentadora            |
| 1999                   | La trituradora               | Telecinco              | Presentadora            |
| 2002                   | Grandiosas                   | Telecinco              | Presentadora            |
| 2002                   | La corriente alterna         | Telecinco              | Col·laboradora          |
| 2002 - 2003            | El planeta de los niños      | TVE                    | Presentadora            |
| 2002 - 2003            | Flashback: regreso al pasado | Canal sur              | Presentadora            |
| 2003 - 2004            | Padres en apuros             | TVE                    | Presentadora            |
| 2004                   | Abierto por la mañana        | Telemadrid             | Presentadora            |
| 2006                   | Plaza mayor                  | CMM TV                 | Presentadora            |
| 2006                   | ¡Mira quién baila!           | TVE                    | Concursant 3a finalista |
| 2011                   | ¡Qué tiempo tan feliz!       | Telecinco              | Col·laboradora          |
| 2011                   | Tu cara me suena 1           | Antena 3               | Invitada                |
| 2016                   | Amigas y conocidas           | TVE                    | Col·laboradora          |
| 2017                   | Me lo dices o me lo cantas   | Telecinco              | Concursant guanyadora   |
| 2018                   | Tu cara me suena 7           | Antena 3               | Invitada                |
| 2019                   | Adivina qué hago esta noche  | Cuatro                 | Invitada VIP            |

### Teatre
| Obres de teatre | Obres de teatre        | Obres de teatre    | Obres de teatre  |
| Any             | Títol                  | Personatge         | Notes            |
| --------------- | ---------------------- | ------------------ | ---------------- |
| 1994 - 1995     | Mejor en octubre       | Beatriz            | Paper principal  |
| 2008            | Como te mueras te mato | Belinda Washington | Paper principal  |
| 2010            | Cómplices              | Magüi              | Paper secundario |
| 2013            | Ni para ti, ni para mí | Marta              | Paper principal  |
| 2015            | Insatisfechas          | La Mari            | Paper principal  |

## Premis
- Nominada al TP d'Or (1996) a la Millor Presentadora per ¡Qué me dices!.
- Guanyadora del TP d'Or (1997) a la Millor Presentadora per ¡Qué me dices!.
- Guanyadora del programa de televisión "Me lo dices o me lo cantas" (2017).

## Curiositats
- És autora del llibre El placer de lo pequeño.
- Ha participat com a concursant al programa ¡Mira quién baila! (2005-2006).
- Es cunyada de l'actriu Miriam Díaz Aroca.
- Debutà l'any 2013 com a pintora d'aquarel·les, amb una exposició de 17 aquarel·les denominada "Momentos".[6]